# Kloster Frauensee
Das Kloster Frauensee war eine Abtei der Zisterzienserinnen in Frauensee, einem Ortsteil der Stadt Bad Salzungen im thüringischen Wartburgkreis.

## Lage
Das Kloster befand sich auf einer Insel im Frauensee, die später durch aufgeschütteten Boden mit dem Ufer verbunden wurde. Die ungefähre Lage und Ausdehnung der Klostergebäude ist aus historischen Überlieferungen bekannt.

## Geschichte

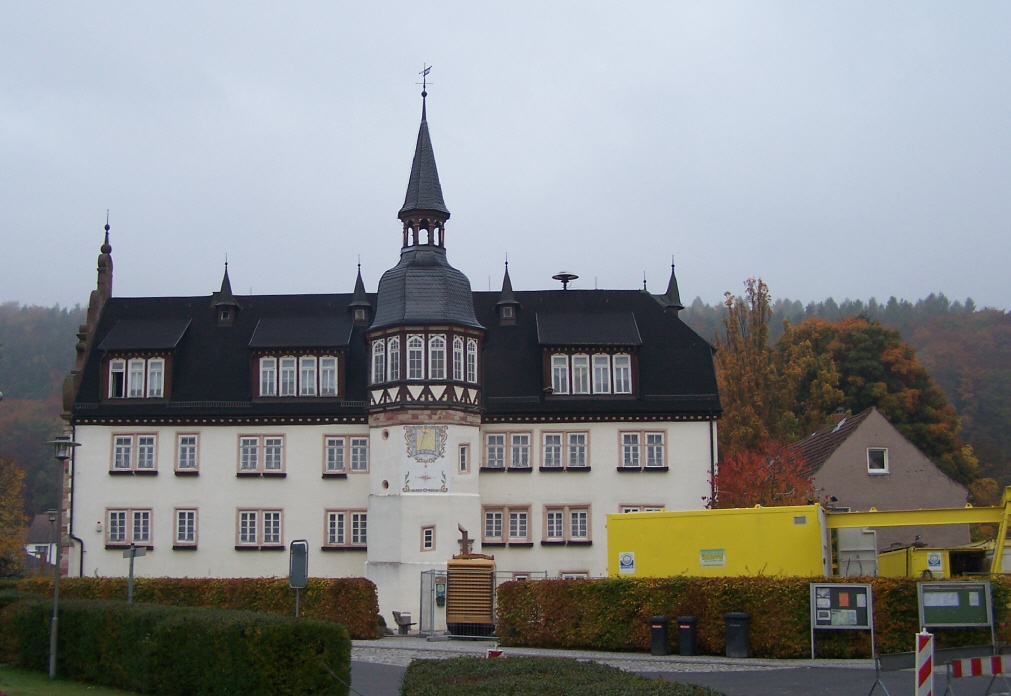
Das Renaissanceschloss Frauensee auf den Grundmauern des Klosters

Das Datum der Gründung des Zisterzienserinnenklosters Frauensee in der Dorndorfer Mark ist nicht mehr bekannt, die älteste urkundliche Erwähnung stammt aus einem Schutzbrief des Thüringer Landgrafen Hermann I. aus dem Jahr 1202. Dieses Dokument setzt ein bereits im Bau befindliches Kloster voraus. Eine Mainzer Urkunde enthält Festlegungen für die Klosterverwaltung, man gestattet dem Konvent von Frauensee auf eine maximale Größe von 66 Ordenspersonen zu wachsen. 1250 ging die Schutzherrschaft von den Herren von Frankenstein auf den thüringischen Landgrafen Heinrich den Erlauchten über. Im Jahr 1266 wird von Frauensee, welches zur Abtei Hersfeld gehörte, ein Tochterkloster in Kölleda begründet. 
Der Landbesitz des Frauenseer Klosters wuchs beständig und weckte Begehrlichkeiten bei  angrenzenden Adelsfamilien. Hermann Riedesel, ein Burgvogt auf der benachbarten Krayenburg, wurde 1451 des Diebstahls und der Aneignung von Klosterbesitz (Ländereien und Wald) angeklagt. Der Ausbruch des Bauernkrieges im Werratal vertrieb die Frauenseer Nonnen aus dem Kloster. Die Bauern fielen um Ostern 1525 über das nur mit wenigen Verteidigern gesicherte Kloster her, plünderten die Vorräte und die Einrichtung.
Nach der Niederschlagung des Bauernaufstandes wurde das Kloster als Pfandbesitz vom hessischen Landgrafen Philipp der Großmütige beschlagnahmt, zugleich bestimmt er den Übertritt seiner neuen Untertanen zum protestantischen Glauben. Der eingesetzte Verwalter Michael Flach führt im Auftrag des Landgrafen die Säkularisation des Klosters durch.  Ein Streit mit den sächsischen Herzögen über den Klosterbesitz wird gütlich geregelt, der Landgraf übernimmt die Ländereien, die Herzöge erhalten Geleitrechte und die letzten, im Lande verbliebenen Nonnen werden mit Geldzahlungen als Altersversorgung abgefunden. Im Jahr 1536 wird das Kloster Frauensee für aufgelöst betrachtet.
Das ehemalige Kloster wird in den Folgejahren als landgräflich-hessisches Gut genutzt. 1627 zerstört ein durch Unachtsamkeit entstandenes Großfeuer den Wirtschaftstrakt des Klosters. Ein Wiederaufbau der Anlage wird wegen zu hoher Kosten unterlassen. Im noch stehenden Wohn- und Verwaltungstrakt des Klosters wird das hessische Amt Frauensee untergebracht, es umfasst die ehemals zum Kloster gehörenden Ländereien, Höfe und Waldungen. 1628 wird aus Bauteilen der Vorgängerkirche ein Neubau auf dem Klostergelände vollendet, er bestand bis 1854.
Das Hauptgebäude wird zum repräsentativen Schloss im Renaissancestil umgewandelt, es besteht bis heute.
In den Jahren 2001/2002 fanden im Zusammenhang mit Bauarbeiten im Klostergelände archäologische Untersuchungen statt. Es wurden Mauerzüge von Haupt- und Nebengebäuden dokumentiert und eine Vielzahl von Funden geborgen, die das Leben auf diesem ursprünglich inselartigen Gelände beschreiben.